# Traveler Automobile Company
Traveler Automobile Company war ein US-amerikanischer Hersteller von Automobilen.

## Unternehmensgeschichte
Willis Copeland betrieb die Evansville Automobile Company. 1910 gründete er zusätzlich das Unternehmen in Evansville in Indiana. Im gleichen Jahr begann die Produktion von Automobilen. Der Markenname lautete Traveler. 1911 endete die Produktion.
Weitere US-amerikanische Automobilhersteller mit diesem Markennamen waren Neustadt Automobile & Supply Company (1905), Bellefontaine Automobile Company (1907–1908), Traveler Motor Car Company (1913–1914) und Taxicab Manufacturing Company (1924–1925).

## Fahrzeuge
Die Fahrzeuge ähnelten den Simplicity von Copelands anderem Unternehmen. Das verwendete Friktionsgetriebe war bisher ungeschützt und verursachte Probleme mit Nässe. Beim Traveler war das Getriebe besser gegen das Wetter geschützt.
Alle Fahrzeuge hatten einen Vierzylindermotor mit 30 PS Leistung. Das Fahrgestell hatte 267 cm Radstand. Model D war ein Runabout mit vier Sitzen und Model E ein offener Tourenwagen mit fünf Sitzen. Die Neupreise betrugen im ersten Jahr 1350 US-Dollar und konnten im zweiten Jahr auf 1300 Dollar gesenkt werden.

## Modellübersicht
| Jahr | Modell  | Zylinder | Leistung (PS) | Radstand (cm) | Aufbau               |
| ---- | ------- | -------- | ------------- | ------------- | -------------------- |
| 1910 | Model D | 4        | 30            | 267           | Runabout 4-sitzig    |
| 1910 | Model E | 4        | 30            | 267           | Tourenwagen 5-sitzig |
| 1910 | Model D | 4        | 30            | 267           | Runabout 4-sitzig    |
| 1910 | Model E | 4        | 30            | 267           | Tourenwagen 5-sitzig |